# Arrondissement Auch
Arrondissement Auch (fr. Arrondissement d'Auch) je správní územní jednotka ležící v departementu Gers a regionu Midi-Pyrénées ve Francii. Člení se dále na 12 kantonů a 154 obce.

## Kantony
- Auch-Nord-Est
- Auch-Nord-Ouest
- Auch-Sud-Est-Seissan
- Auch-Sud-Ouest
- Cologne
- Gimont
- Jegun
- L'Isle-Jourdain
- Lombez
- Samatan
- Saramon
- Vic-Fezensac